# Gi lê

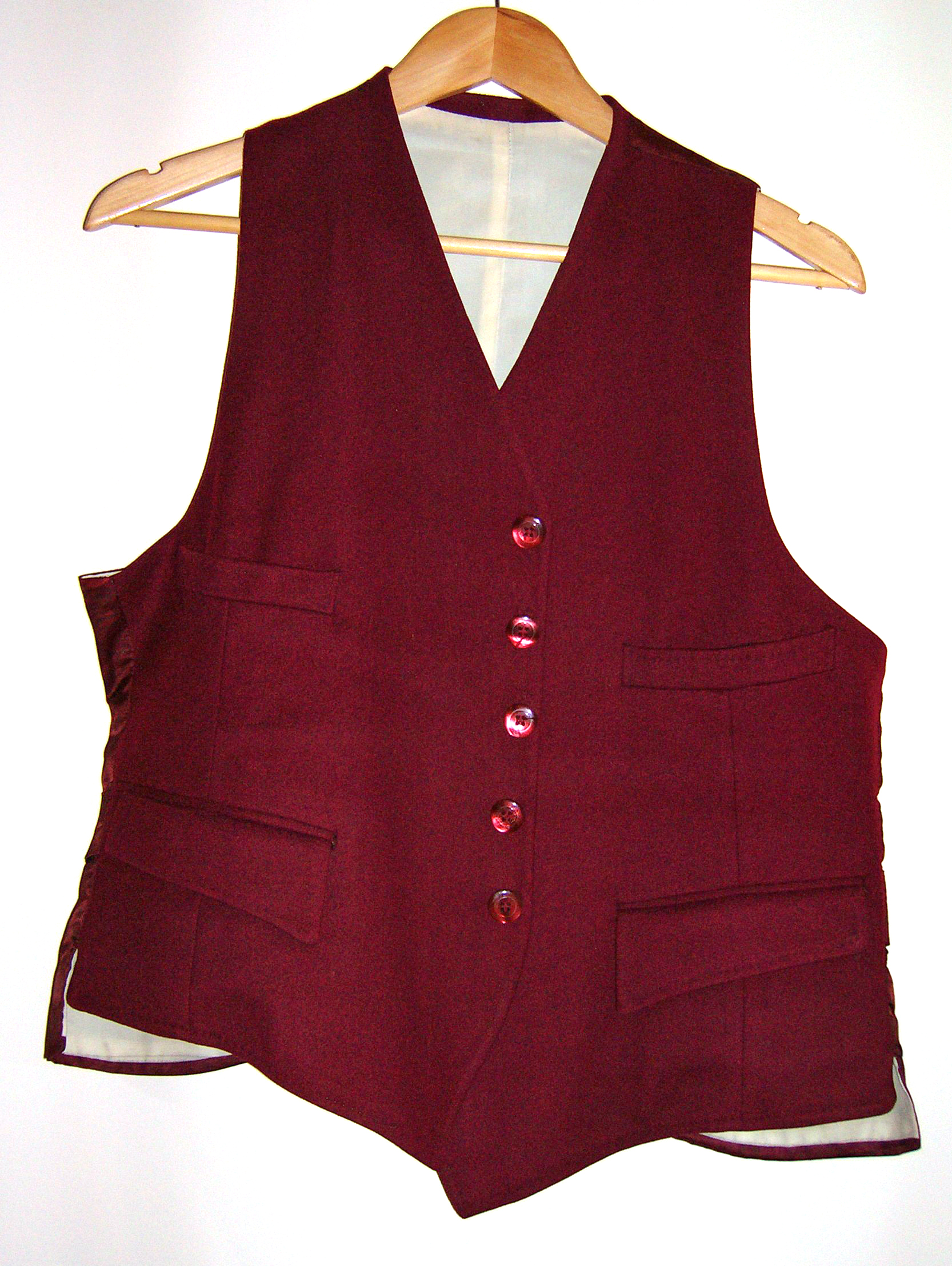
Áo gilê

Gi lê (còn được viết là gi-lê, ghi lê, di lê, vay mượn tiếng Pháp: gilet) hay chính xác là áo nịt là một loại áo cánh nhỏ mặc bên ngoài, không có tay không có bâu áo. Áo gi lê được xem như một phần dành cho bộ com lê ba mảnh, trang phục chính thức của nam giới.

## Tên gọi
Một số nước như Vương quốc Anh và nhiều quốc gia thuộc Khối thịnh vượng chung thường gọi là waistcoat. Từ vest được sử dụng rộng rãi ở Hoa Kỳ và Canada. Mặc dù từ nguyên vest bắt nguồn ngắn gọn từ veste, nghĩa là chiếc áo khoác, nhưng trong tiếng Pháp ngày nay nó được gọi là gilet. Tại Ấn Độ, chiếc áo có tên gọi là Banyan.

## Nguồn gốc

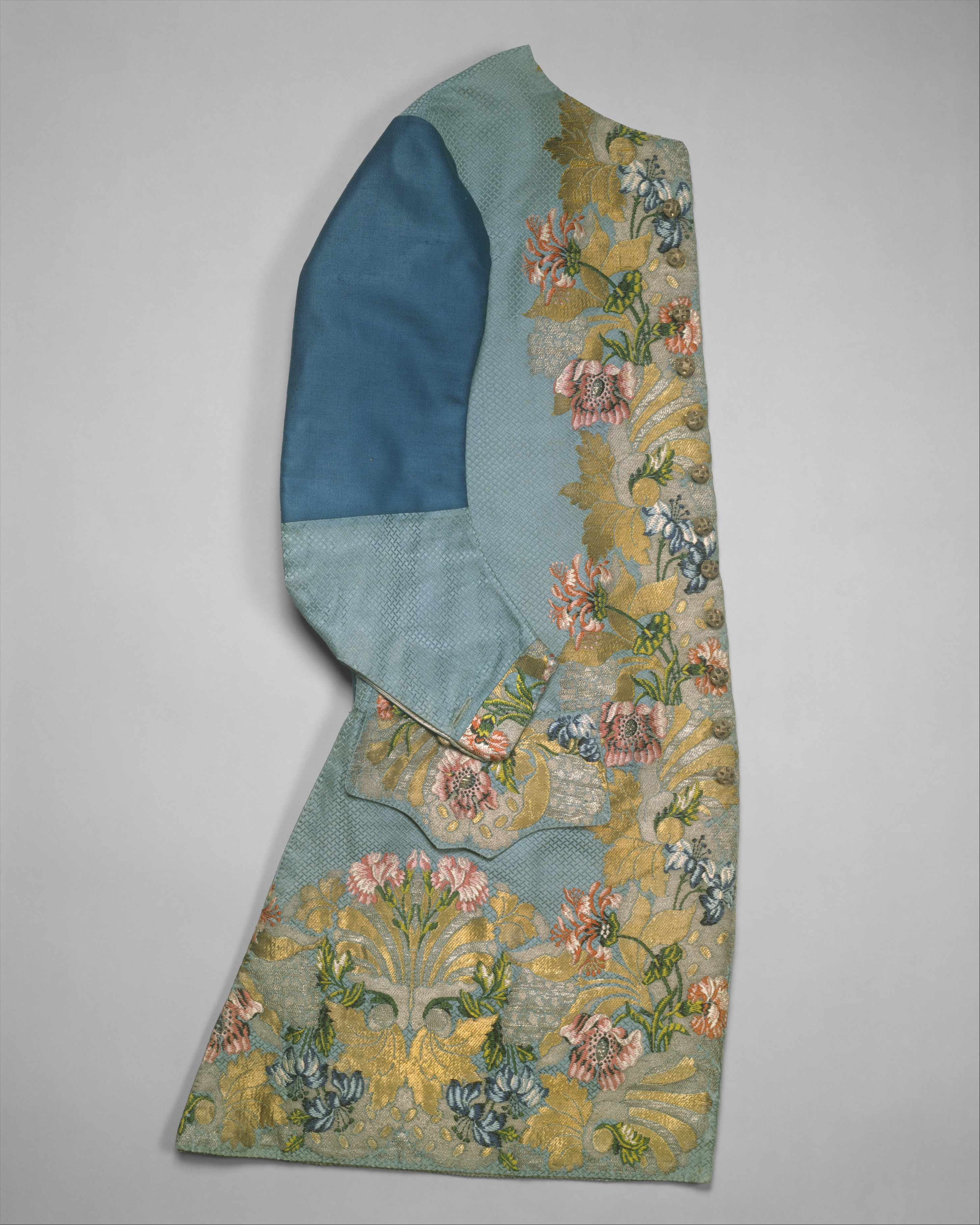
Chiếc áo gi lê vào năm 1728

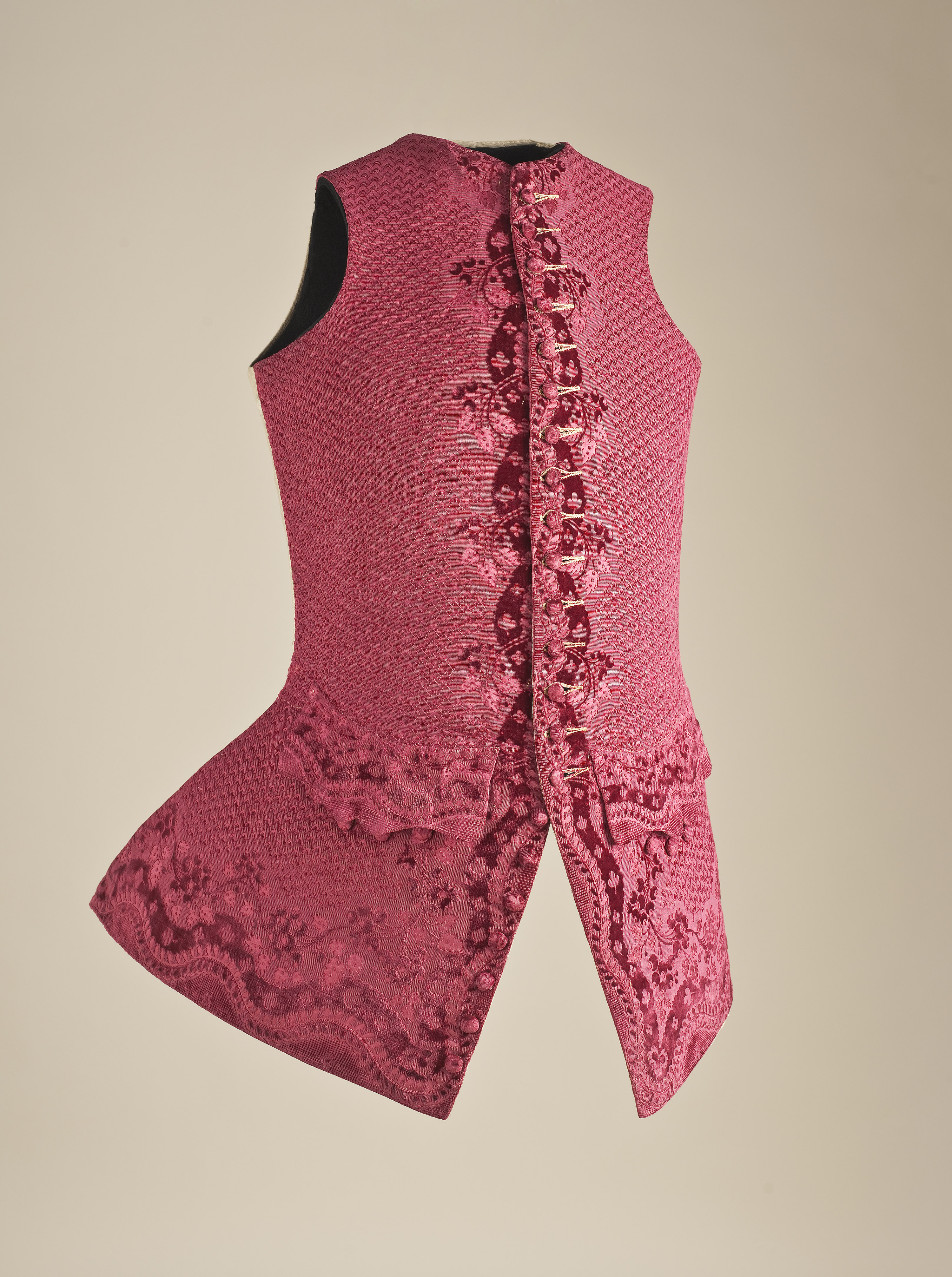
Áo gi lê năm 1750

#### Thời đại Edward

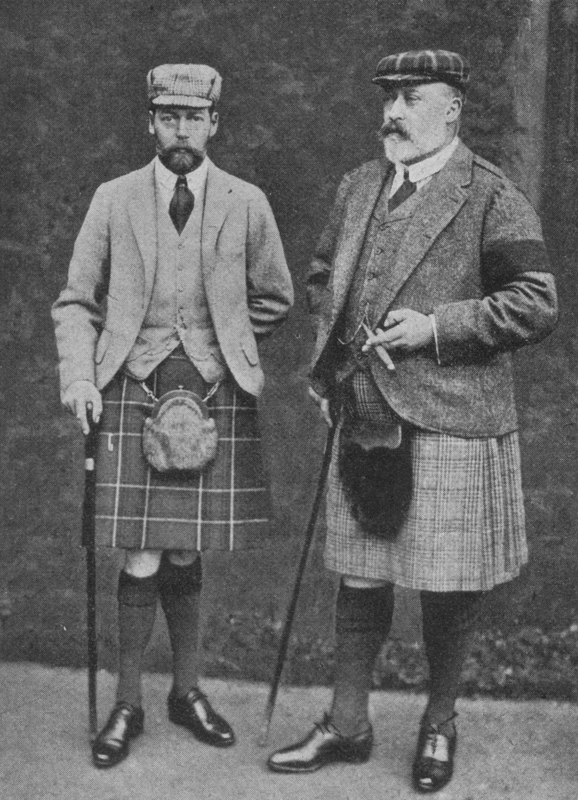
Vua Edward VII, bên phải, với Thái tử George, bên trái, vào năm 1901. Phần dưới của áo gi lê của vua Edward được cởi ra.

## Một vài hình ảnh

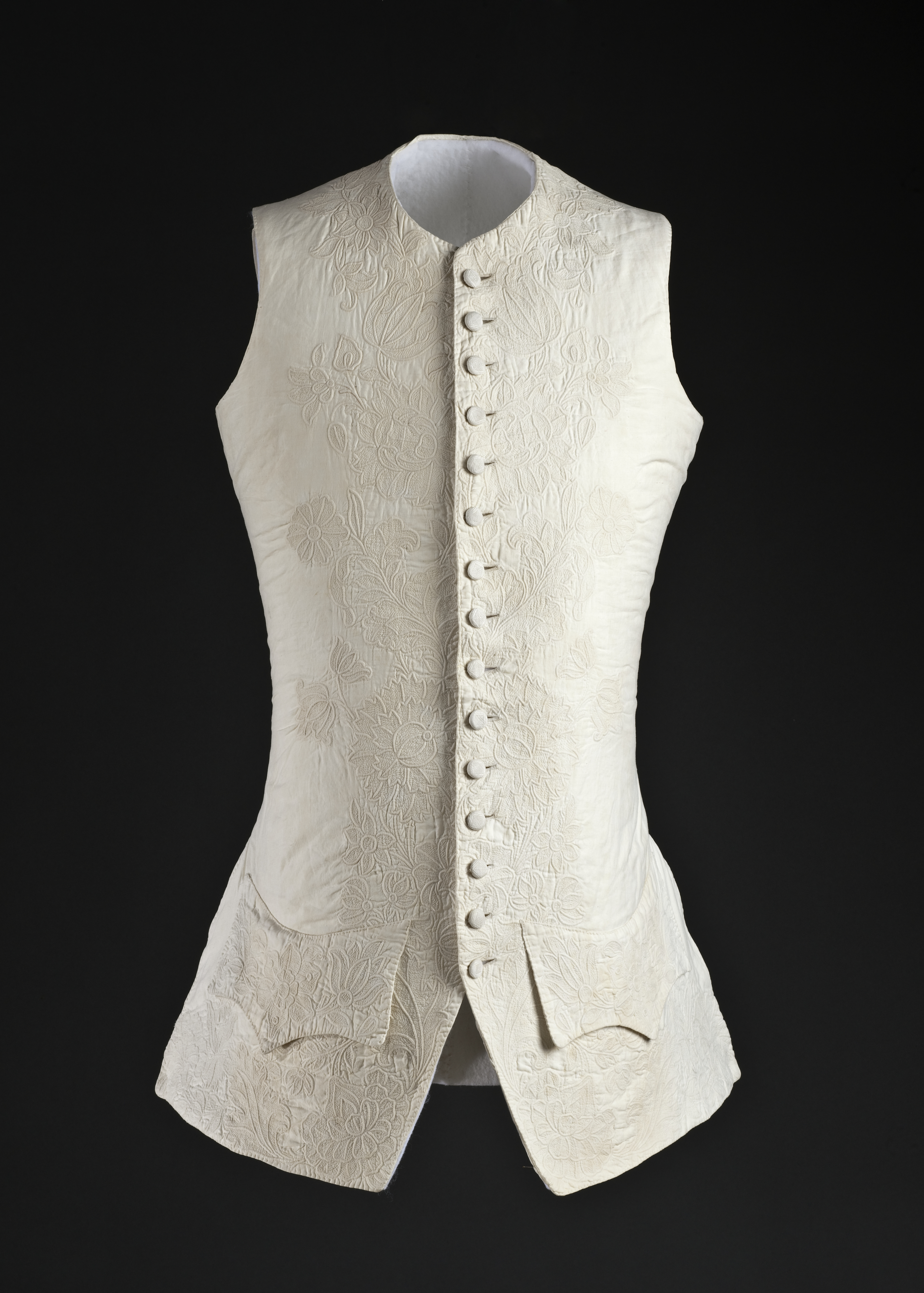
Áo may bằng vải cotton vào năm 1760
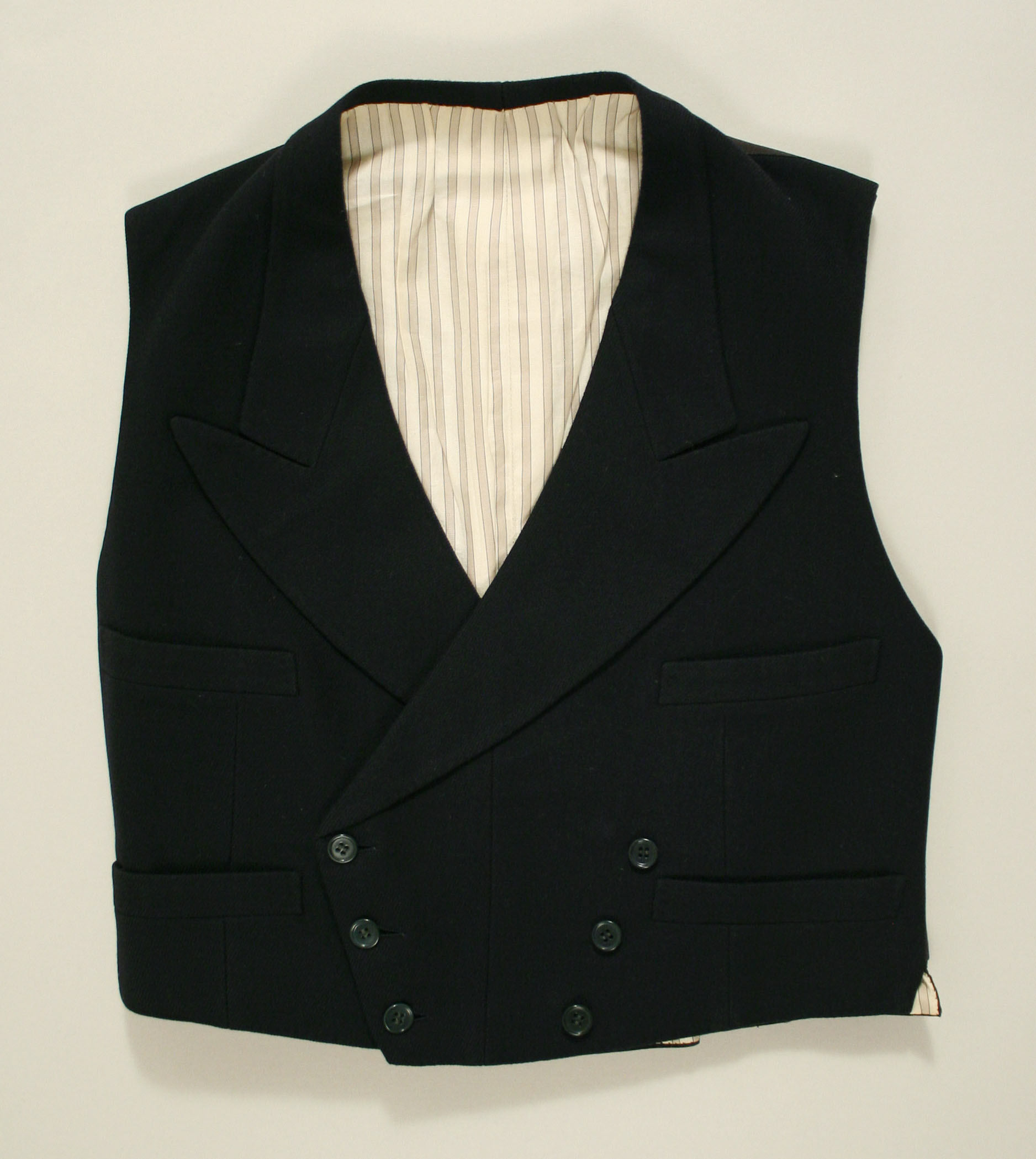
Gi lê hai hàng khuy
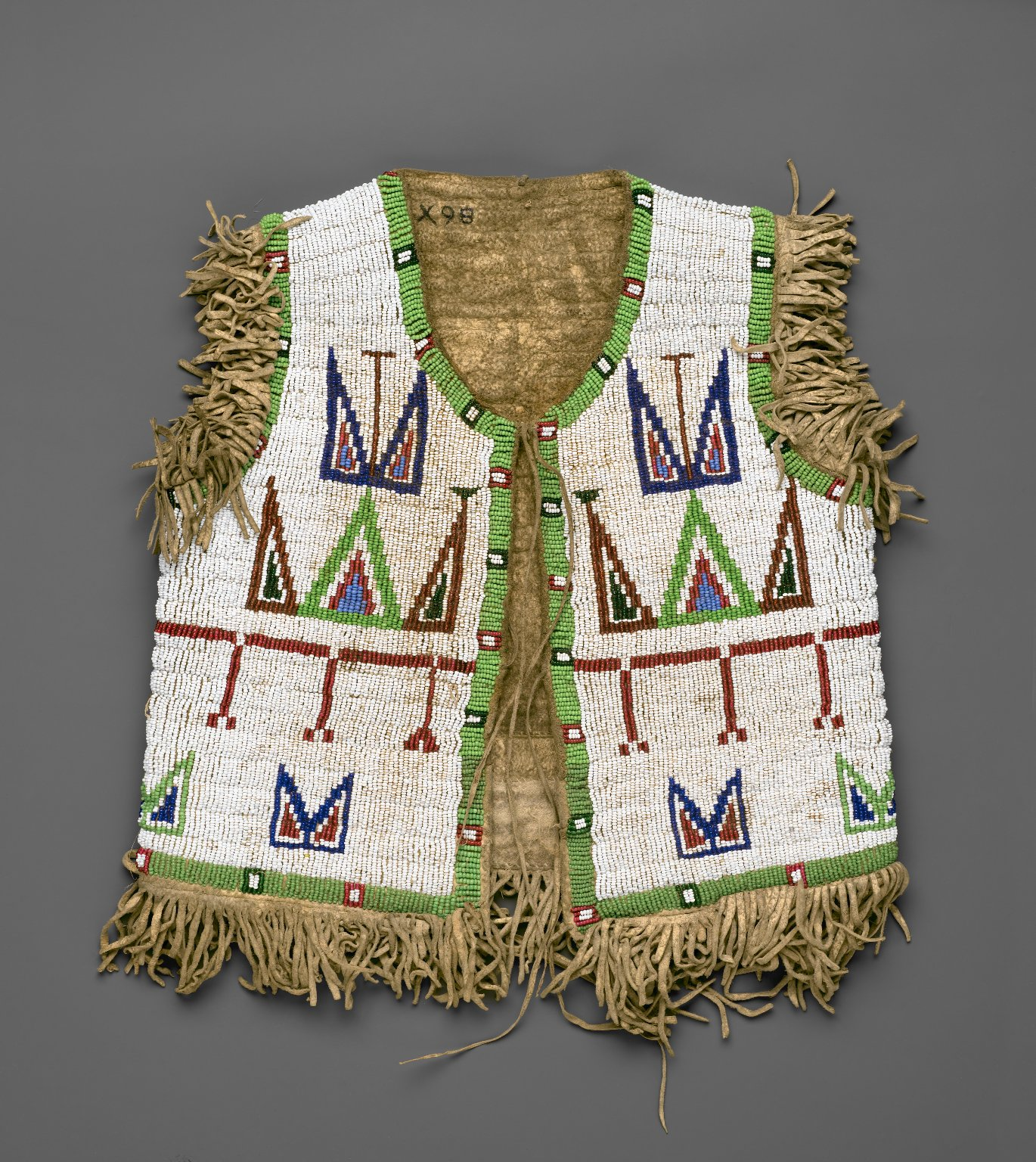
Áo gi lê đính cườm trẻ em Sioux, cuối thế kỷ 19 tại Bảo tàng Brooklyn
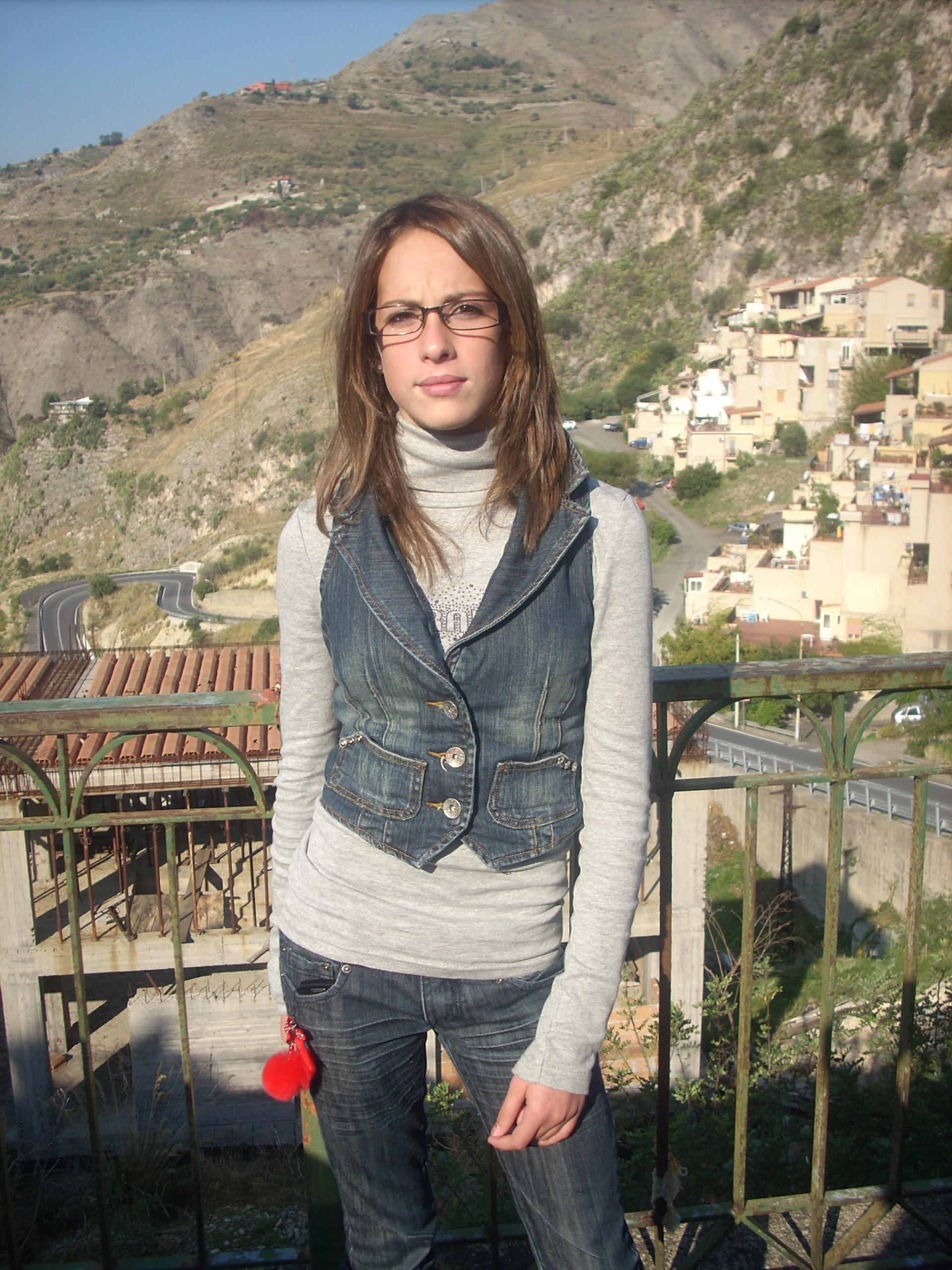
Cô gái trong chiếc áo bằng vải denim
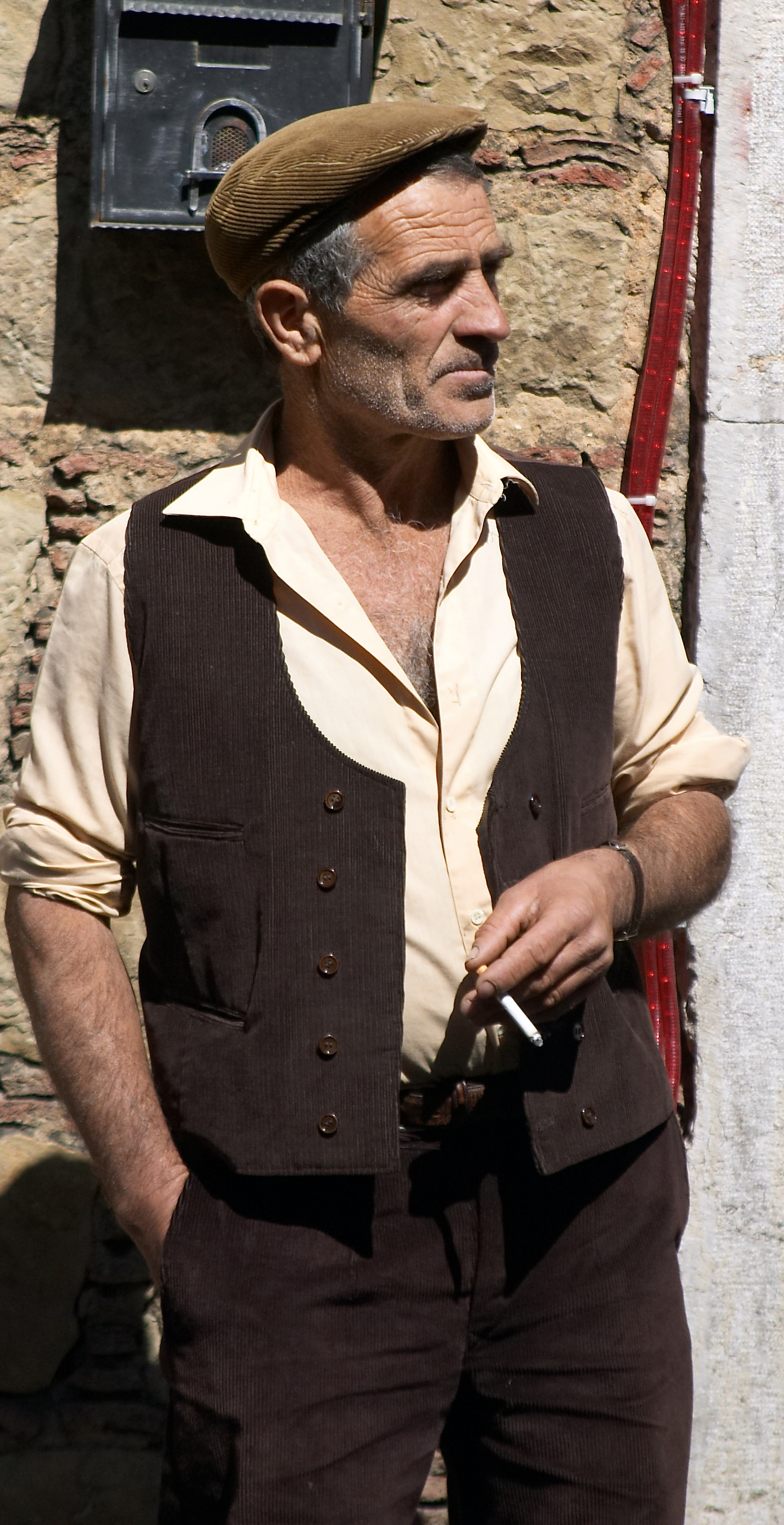
người đàn ông Sicilia mặc áo gi lê
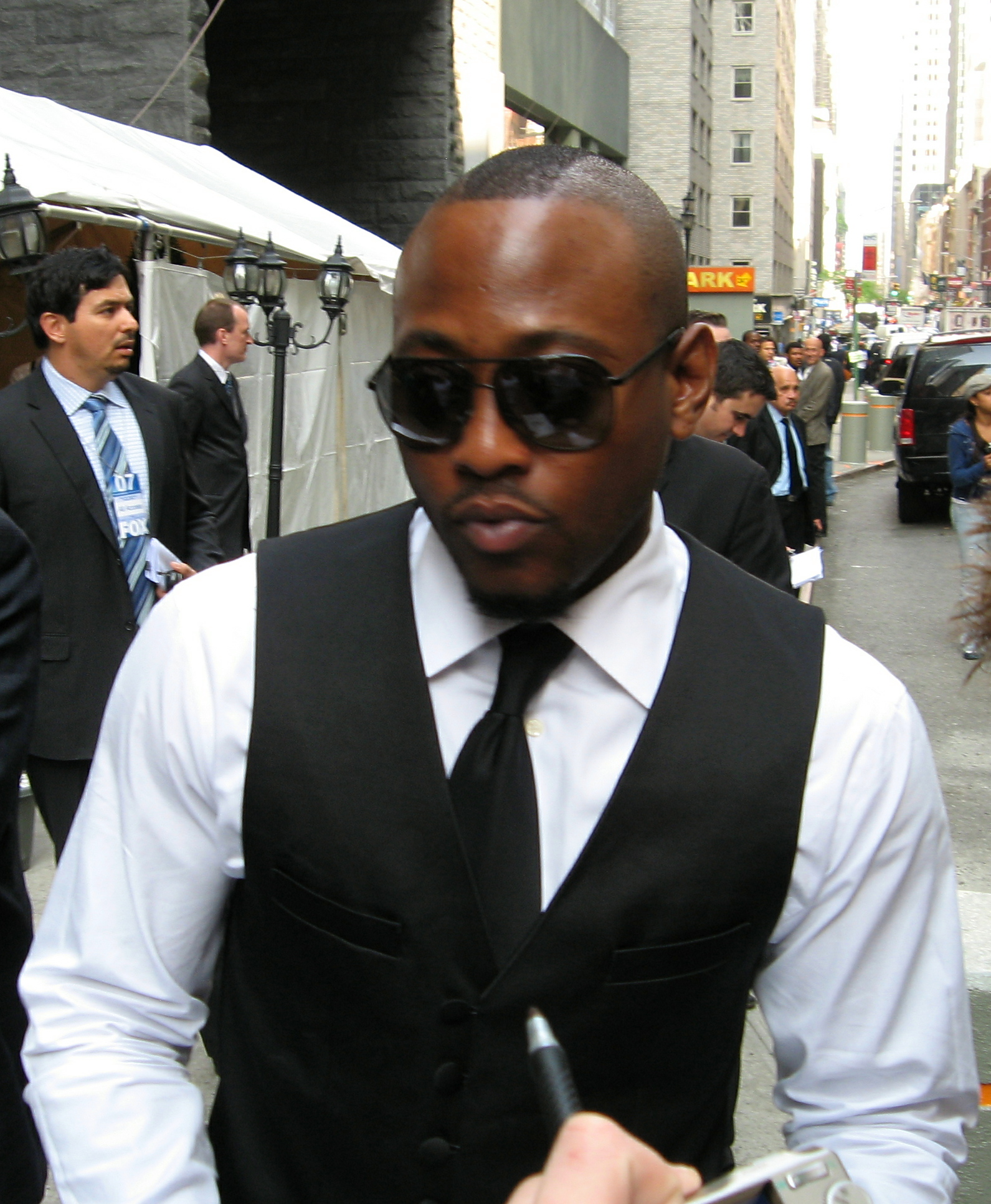
Diễn viên Omar Epps